# Françoise Robertet

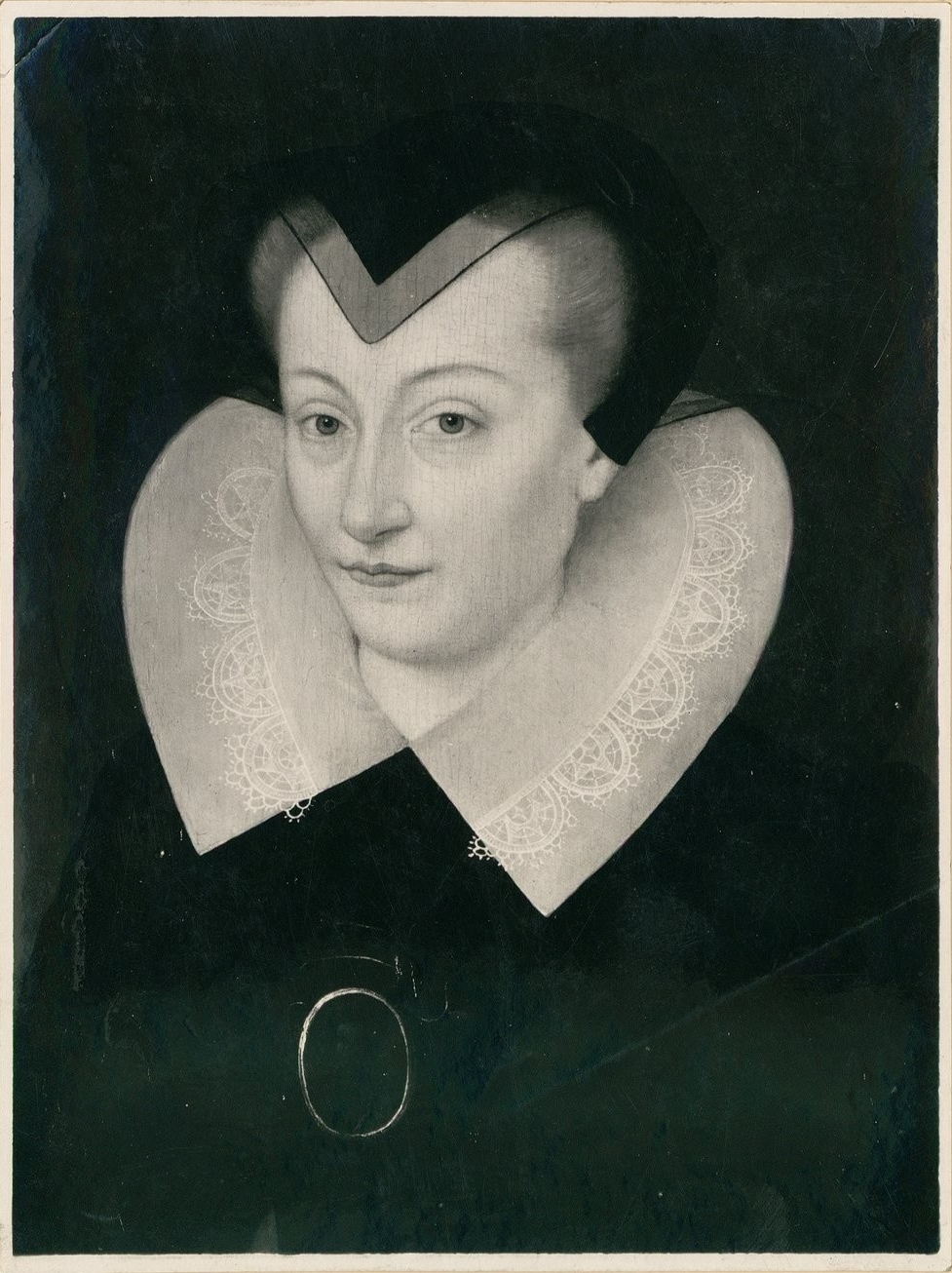
Françoise Robertet

Françoise Robertet (* 1519; † 1580), Dame d’Alluye (in der Provinz Perche-Gouët), et de La Guierche, war eine französische Adlige des 16. Jahrhunderts. Sie ist die Großmutter von Gabrielle d’Estrées.
Sie ist die jüngste Tochter von Florimond I. Robertet, Baron d’Alluyen und Secrétaire d’État, und Michelle Gaillard de Longjumeau. Am königlichen Hof war sie nacheinander Ehrendame der Königinnen Katharina von Medici (1547–1575), Maria Stuart (1560) und Louise de Lorraine-Vaudémont (ab 1575), wofür sie eine jährliche Entlohnung von 400 Livres tournois erhielt.
Françoise Robertet heiratete am 5. Januar 1540 in Blois Jean Babou (1511–1569), Baron de Sagonne, Seigneur de La Bourdaisière, 1567 Großmeister der Artillerie von Frankreich, Sohn von Philibert Babou und Marie Gaudin. Ihre 15 Kinder sind:
- Georges Babou de La Bourdaisiére, * 1540, † 1607, Comte de Sagonne, Seigneur de La Bourdaisière etc., 1594 Staatsrat, 1603 Capitaine des Cent-Gentilshommes du Roi; ⚭ 1582 Madeleine du Bellay, Princesse d’Yvetot, Tochter von René II. du Bellay, Baron de Thouarcé, und Marie du Bellay-Langey, Princesse d’Yvetot
- Jean Babou de La Bourdaisière, * 1541, † 1589, Comte de Sagonne, Kapitän und Gouverneur von Brest; ⚭ 1579 Diane de La Marck, * 1544, † nach 1612, Tochter von Robert IV. de La Marck, Herzog von Bouillon, Marschall von Frankreich, und Françoise de Brézé, Gräfin von Maulévrier (Tochter von Louis de Brézé und Diane de Poitiers), Witwe von Jacques de Clèves, Duc de Nevers, Pair de France, und Henri de Clermont, Comte de Tonnerre
- Françoise Babou de La Bourdaisière, * um 1542, † 1592; ⚭ 1559 Antoine IV. d’Estrées, Marquis de Cœuvres, * um 1529, † 1609, Großmeister der Artillerie von Frankreich
- Marie Babou de La Bourdaisière, * um 1544, † 1582; ⚭ 1560 Claude II. de Beauvilliers, Comte de Saint-Aignan, * 1542, † 1583, Gouverneur et Lieutenant-général de Berry, Anjou et de Bourges
- Philibert Babou de La Bourdaisière, * um 1545, † nach 1570, Abt von Le Jard
- Fabrice Babou de La Bourdaisière, dit Chevalier de La Bourdaisière, * um 1547, † nach 1570
- Madeleine Babou de La Bourdaisiére, * um 1548, † 1577, 1574 Äbtissin von Beaumont-lès-Tours
- Isabeau Babou de La Bourdaisiére, * um 1551, † 1625, Dame d’Alluyes, vermutlich Mätresse von Philippe Hurault de Cheverny, Kanzler von Frankreich; ⚭ 1572 François d’Escoubleau, † 1602, Marquis d’Alluyes et de Sourdis, Gouverneur von Chartres
- Anne Babou de La Bourdaisière, * 1552, † 1613, 1582 Äbtissin von Beaumont-lès-Tours
- Michelle Babou de La Bourdaisière, * 1553, † 1584, Äbtissin von Le Perray
- Jean Babou de La Bourdaisière, * 1554, † jung
- Claude Babou de La Bourdaisière, * 1555, † jung
- Antoinette Babou de La Bourdaisière, * um 1560; ⚭ um 1580 Jean de Plantadis, Maître des requêtes und Chef du Conseil de la Reine Louise de Lorraine-Vaudémont
- Madeleine Babou de La Bourdaisière, * um 1561, † nach 1605; ⚭ (1) 1580 Honorat Ysoré, Baron d’Airvault, * 1561, † 1586, Lieutenant-général et Gouverneur de Blaye et en Aunis; ⚭ (2) Moïse de Billon, Seigneur de La Touche d’Aizé in Courléon
- Diane Babou de La Bourdaisière, * 1563, † um 1633; ⚭ (1) Charles Turpin de Crissé, Seigneur de Monthoiron; ⚭ (2) Pierre de Bompart, Seigneur d’Antibes

In zweiter Ehe heiratete sie Jean VI. d’Aumont (* um 1522, † 1595), Comte de Châteauroux und seit 1579 Marschall von Frankreich (Haus Aumont); diese Ehe blieb kinderlos.